# Northrop Delta
Northrop Delta là một loại máy bay chở khách của Mỹ trong thập niên 1930.

## Biến thể
Delta 1A
Delta 1B
Delta 1C
Delta 1D
Delta 1E
Delta I
Delta II
Delta III

## Quốc gia sử dụng
Úc
- Không quân Hoàng gia Australia

 Canada
- Không quân Hoàng gia Canada

 Cộng hòa Tây Ban Nha
- Không quân Cộng hòa Tây Ban Nha

 Hoa Kỳ
- Bảo vệ Bờ biển Hoa Kỳ

## Dân sự
Úc
- Civil Aviation Authority of Australia

 México
- Aerovias Centrales SA (a Pan-Am Subsidiary)

 Thụy Điển
- AB Aerotransport (now part of SAS)

 Hoa Kỳ
- Trans World Airlines (hay TWA)
- Ellsworth Antarctic Flight
- Honeywell (executive aircraft)
- Richfield (executive aircraft)

## Tính năng kỹ chiến thuật (Delta 1D-5)
Dữ liệu lấy từ McDonnell Douglas Aircraft since 1920 
Đặc điểm tổng quát
- Tổ lái: 1
- Sức chuyên chở: 8 hành khách (phiên bản chở khách)
- Chiều dài: 33 ft 1 in (10.08 m)
- Sải cánh: 47 ft 9 in (14.55 m)
- Chiều cao: 10 ft 1 in (3.07 m)
- Diện tích cánh: 363 ft² (33.7 m²)
- Trọng lượng rỗng: 4,504 lb (2,059 kg)
- Trọng lượng có tải: 7,350 lb (3,334 kg)
- Động cơ: 1 × Wright SR-1820-F2, 735 hp (548 kW)

 Hiệu suất bay 
- Vận tốc cực đại: 190 knot (219 mph, 352 km/h) trên độ cao 6,300 ft (1,920 m)
- Vận tốc hành trình: 174 knot (200 mph, 332 km/h)
- Tầm bay: 1,435 nm (1,650 mi, 2,655 km)
- Trần bay: 20,000 ft (6,095 m)
- Vận tốc leo cao: 1,200 ft/phút (6.1 m/s)
- Tải trên cánh: 20.2 lb/ft² (98.9 kg/m²)
- Công suất/trọng lượng: 0.10 hp/lb (0.16 kW/kg)